# Lại Sơn
Lại Sơn là một xã thuộc huyện Kiên Hải, tỉnh Kiên Giang, Việt Nam.

## Địa lý
Đảo Hòn Sơn cách thành phố Rạch Giá khoảng 65 km về phía Tây, rộng 11,7 km², gồm 7 đỉnh núi. Đỉnh lớn nhất là Ma Thiên Lãnh, cao 450 mét. Đảo được cấu thành từ đá hoa cương, có nhều suối nước ngọt dồi dào quanh năm. Trên đảo có 4 khu dân cư: Bãi Thiên Tuế, Bãi Nhà (trung tâm hành chính của xã), Bãi Bắc, Bãi Giếng.
Xã Lại Sơn có diện tích 10,87 km², dân số năm 2020 là 6.283 người, mật độ dân số đạt 578 người/km².

## Hành chính
Xã Lại Sơn được chia thành 4 ấp: Bãi Bắc, Bãi Nhà A, Bãi Nhà B, Thiên Tuế.

## Lịch sử

### Tên gọi
Tên gọi chính của đảo là Lại Sơn, ngoài ra đảo còn được gọi là Hòn Rái, Hòn Sơn hay Hòn Sơn Rái.
Theo truyền thuyết, Hòn Rái có tên do trên đảo xưa có nhiều cây dầu rái, loại cây cho nhựa để xảm thuyền và quét lên vỏ thuyền chống nước biển ăn mòn. Có nguồn còn cho rằng, đảo mang tên này do xưa kia có nhiều rái cá sinh sống.

## Kinh tế
Cư dân trên đảo sinh sống lâu đời bằng nghề khai thác thủy sản, sản xuất nước mắm, dịch vụ mua bán và chế biến hải sản. Nghề sản xuất nước mắm ở đảo rất nổi tiếng, với tên gọi chung là "nước mắm hòn". Đảo có khoảng 1.600 hộ sinh sống chủ yếu bằng nghề đánh cá, đóng tàu và làm nước mắm.

## Du lịch

### Thắng cảnh
Đảo Lại Sơn có bãi biển đẹp, cảnh quan thích hợp cho việc phát triển du lịch sinh thái, nghỉ dưỡng.
- Đền thờ Nguyễn Trung Trực
- Lăng ông Nam Hải
- Bãi Nhà
- miếu Ba Cố Chủ
- Đỉnh Ma Thiên Lãnh
- Bãi Bàng (bãi tắm đẹp nhất đảo Lại Sơn)
- Bãi Cây dừa nằm (Có cây dừa nghiêng ra mé biển).